# Jan Petřík z Benešova
Jan Petřík z Benešova (1499 Benešov – 1559 České Budějovice) byl český pedagog, městský písař v Českých Budějovicích, překladatel, kronikář.

## Život
Narodil se v Benešově, absolvoval univerzitu ve Vídni. Učil na českobudějovické městské škole. V letech 1530–1536 byl vychovatelem Jáchyma (1526–1565) a Zachariáše (1527–1589) z Hradce. V roce 1536 koupil za 130 kop (smlouva byla sepsána česky) dům čp. 9 na českobudějovickém náměstí (dnes Náměstí Přemysla Otakara II.). Od roku 1536 byl městským písařem v Českých Budějovicích a zástupce města na zemských sněmech. Zasloužil se o to, že České Budějovice podpořily Ferdinanda I. Podle Františka Kavky Petřík zfalšoval zápis o rozhodnutí městské rady. V roce 1548 byl nobilitován s přídomkem z Benešova. Jeho syn Václav byl vychovatelem Maxmiliána Bavorského.

## Dílo
Přeložil do češtiny některé spisy Erasma Rotterdamského a Sebastiána Francka. Byl autorem Pamětní knihy, zvané Petříkova kronika, kde zachytil záznamy o hospodářských a správních záležitostech. Pořídil záznamy o svých meteorologických pozorováních.